# Viva High School Musical Meksyk: Pojedynek
Viva High School Musical Meksyk: Pojedynek (High School Musical: El Desafio Mexico) – meksykański film muzyczny z 2008 roku. Filmowa wersja musicalu High School Musical.

## Opis fabuły
Po wakacjach Cristobal (Cristobal Orellana), kapitan szkolnej drużyny piłkarskiej "Jagnięta" odkrywa, że jego sąsiadka i koleżanka Mariana (Mariana Magaña) bardzo się zmieniła w ciągu ostatniego lata. Nowy rok szkolny to ciężka praca i walka o stypendium ale przede wszystkim konkurs muzyczny zorganizowany przez absolwentów szkoły High School Meksyk; Joy (Joy Huerta Uckey) i Jessego (Jesse Huerta Uckey). Główną kandydatką do zwycięstwa jest Luli (Mar Contreras) wraz z towarzyszkami oraz bratem Ferem (Fernando Soberanes), który jest jej choreografem. Praca z czasem i przy ograniczonych zasobach nie zniechęciła także Cistobala, który razem z kolegami z drużyny stworzył zespół o nazwie "Fair Play".

## Bohaterowie
- Cristobal Rodríguez (Cristobal Orellana) kapitan szkolnej drużyny piłkarskiej "Jagnięta", jego najlepszym przyjacielem jest Juan Carlos.
- Mariana Galindo (Mariana Magaña) nieśmiała i pilna uczennica, ma najwyższą średnią w szkole.
- Luli Casas del Campo (Mar Contreras) bogata i egoistyczna dziewczyna, bezwzględnie dążąca do postawionego celu kosztem nawet brata.
- Fer Casas del Campo (Fernando Soberanes) brat Luli, wykorzystywany w nastraszany przez siostrę.
- Juan Carlos (Juan Carlos Flores) najlepszy przyjaciel Cristobala, lojalny wobec drużyny, lubiący pożartować.
- Fabi (Fabiola Paulin) najlepsza przyjaciółka Mariany, śpiewa w chórkach w zespole "Luli i niewidzialne".
- Jorge (Jorge Blanco) przyjaciel Cristobala, Cesara i Juana Carlosa. Zakochany w Joy
- Stephie (Stephie Camarena)
- César (César Viramontes)
- Pau (Paulina Holguin)
- Caro (Carolina Ayala)
- Joy (Joy Huerta Uckey)
- Jesse (Jesse Huerta Uckey)
- Cocinero (Roger González)
- Marifer (Carla Medina)
- Angelina (Carmen Beato)

## Wersja polska
Opracowanie i udźwiękowienie wersji polskiej: Studio Eurocom

Reżyseria: Wojciech Szymański

Dialogi: Hanna Górecka

Teksty piosenek:  Marcin Matuszewski

Dźwięk i montaż: Andrzej Kowal

Kierownictwo muzyczne: Olga Bończyk

Kierownictwo produkcji: Berenika Wyrobek

Wystąpili:
- Marcin Mroziński – Cristobal Rodríguez
- Katarzyna Łaska – Mariana Galindo
- Artur Pontek – Fer Casas del Campo (dialogi)
- Michał Rudaś – Fer Casas del Campo (piosenki)
- Olga Bończyk – Luli Casas del Campo
- Adam Krylik – Juan Carlos
- Leszek Zduń – Jorge (dialogi)
- Krzysztof Pietrzak – Jorge (piosenki)
- Kacper Kuszewski – Cesar
- Małgorzata Szymańska – Fabiola
- Beata Jankowska-Tzimas – Stefi
- Aleksandra Rojewska – Pau (dialogi)
- Klementyna Umer – Pau (piosenki)
- Wojciech Paszkowski – ojciec Cristobala
- Ewa Kania-Grochowska – mama Mariany
- Adam Bauman – ojciec Luli i Fera
- Anna Gajewska – matka Luli i Fera
- Barbara Melzer – Caro
- Hanna Kinder-Kiss – nauczycielka
- Stefan Knothe – dyrektor High School Meksyk
- Tomasz Bednarek – Włoch
- Brygida Turowska – Joy
- Cezary Kwieciński – Jesse
- Monika Wierzbicka – Marifer

i inni
Piosenki śpiewali: Klementyna Umer, Michał Rudaś, Adam Krylik, Krzysztof Pietrzak, Marcin Mroziński, Katarzyna Łaska
Lektor: Maciej Gudowski

## Ścieżka dźwiękowa
15 sierpnia 2008 została wydana ścieżka dźwiękowa do filmu. Piosenki są takie same jak w wersji argentyńskiej przetłumaczone na inny język, skomponowane przez Fernando Lopeza Rossi. Płyta osiągnęła trzecie miejsce w sprzedaży w Sony BMG oraz status złotej płyty.
Lista utworów:
1. El Verano Terminó – Elenco
2. Siempre Juntos – Los Borregos
3. La Vida es una Aventura – Mariana i Fernando
4. Yo Sabia – Cristobal i Mariana
5. A Buscar El Sol – Mariana
6. Hoy Todo Es Mejor – Cristobal
7. Dime Ven – Elenco
8. Superstar – Luli, Paulina, Carolina i Fabiola
9. Mejor Hacerlo Todos Juntos – Mariana, Cristobal, Cesar, Fernando, Juan Carlos, Jorge i Stephie
10. Actuar, Bailar, Cantar – Elenco
11. Doo Up – Fernando i Luli (utwór bonusowy)